# Aristolochia microstoma
Aristolochia microstoma là một loài thực vật có hoa trong họ Aristolochiaceae. Loài này được Boiss. & Spruner mô tả khoa học đầu tiên năm 1844.